# يائير هيرشفيلد
د. يائير هيرشفيلد (بالعبرية: יאיר הירשפלד) هو محاضر إسرائيلي في جامعة حيفا. لعب دوراً مهماً بالنسبة لاتفاقية أوسلو عام 1993. يعد ممن يدعمون حل «فصل الدولتين»، وقد تحاور مع السلطة الوطنية الفلسطينية ومع إسرائيل لقبول هذا الحل أو جزء منه.
عمل يائير هيرشفيلد مع حنان عشراوي، على المحافظة على العلاقات مع فيصل الحسيني من منظمة التحرير الفلسطينية عام 1989. سعى هيرشفيلد مسانداً لاقتراح حنان عشراوي لوزير مالية لمنظمة التحرير الفلسطينية باسم أبي علاء (أحمد قريع). بمساعدة النرويجيين، ومن بينهم نائب وزير الخارجية يان إجيلاند ورود لارسن من المعهد النرويجي للعلوم الاجتماعية التطبيقية، التقى هيرشفيلد بأبي علاء في لندن في 4 ديسمبر 1992.
في 19 يناير 1993، ألغى الكنيست الإسرائيلي قانوناً يمنع الاتصالات بين منظمة التحرير الفلسطينية مع إسرائيل. للمرة الثانية، التقى هيرشفيلد بأبي علاء خارج أوسلو برفقة المؤرخ الإسرائيلي رون بونداك. بموافقة نائب بيريز، التقى الثلاثة ببعضهم البعض أربع مرات أخرى سراً. بعد الاجتماع الأخير في شهر مايو/أيار. من نفس العام، مررت الاتفاقية للجهات الرسمية لتصبح «إعلاناً للقواعد».
المسودة الأولى من الإعلان حملت ثلاث بنود أساسية:
- انسحاب إسرائيل من غزة.
- التفويض التدريجي للقوة الاقتصادية للفلسطينيين.
- تقديم مساعدة اقتصادية دولية للوجود الفلسطيني في غزة.

كما حملت المسودة مبدأ «غزة قبل كل شيء»، وهو منح جميع الحقوق الإسرائيلية قبل أي استيطان أخير في غزة.